# サンデー娯楽事件
サンデー娯楽事件（サンデーごらくじけん）とは、「好色話の泉」・「其の夜我慾情す」・「変態女の秘戲」・「処女の門、十七の扉ひらかる」という記事を掲載した新聞『サンデー娯楽』の猥褻（わいせつ）性が問題となった事件である。
1948年（昭和23年）2月に編集発行人が摘発され、第一審の大阪地方裁判所、1950年（昭和25年）11月27日の第二審・大阪高等裁判所のいずれにおいても有罪判決が下された。最高裁判所第一小法廷は、1951年（昭和26年）5月10日、この事件の上告審で、「徒らに性欲を興奮又は刺激せしめ且つ普通人の正常な性的羞恥心を害し善良な性的道義観念に反する」文書が刑法175条の猥褻文書であるとする基準（わいせつ三要件）を採用し、『サンデー娯楽』のわいせつ性を肯定した（刑集5巻6号1026頁）。被告人の上告は棄却された。
わいせつ三要件は、チャタレー事件における1957年（昭和32年）の最高裁大法廷判決でも踏襲された。